# Palmetum de Santa Cruz de Tenerife
 (juin 2023).
Si vous disposez d'ouvrages ou d'articles de référence ou si vous connaissez des sites web de qualité traitant du thème abordé ici, merci de compléter l'article en donnant les références utiles à sa vérifiabilité et en les liant à la section « Notes et références ».
 (juin 2023).
La mise en forme du texte ne suit pas les recommandations de Wikipédia : il faut le « wikifier ».
Les points d'amélioration suivants sont les cas les plus fréquents. Le détail des points à revoir est peut-être précisé sur la page de discussion.
- Les titres sont pré-formatés par le logiciel. Ils ne sont ni en capitales, ni en gras.
- Le texte ne doit pas être écrit en capitales (les noms de famille non plus), ni en gras, ni en italique, ni en « petit »…
- Le gras n'est utilisé que pour surligner le titre de l'article dans l'introduction, une seule fois.
- L'italique est rarement utilisé : mots en langue étrangère, titres d'œuvres, noms de bateaux, etc.
- Les citations ne sont pas en italique mais en corps de texte normal. Elles sont entourées par des guillemets français : « et ».
- Les listes à puces sont à éviter, des paragraphes rédigés étant largement préférés. Les tableaux sont à réserver à la présentation de données structurées (résultats, etc.).
- Les appels de note de bas de page (petits chiffres en exposant, introduits par l'outil «  Source ») sont à placer entre la fin de phrase et le point final[comme ça].
- Les liens internes (vers d'autres articles de Wikipédia) sont à choisir avec parcimonie. Créez des liens vers des articles approfondissant le sujet. Les termes génériques sans rapport avec le sujet sont à éviter, ainsi que les répétitions de liens vers un même terme.
- Les liens externes sont à placer uniquement dans une section « Liens externes », à la fin de l'article. Ces liens sont à choisir avec parcimonie suivant les règles définies. Si un lien sert de source à l'article, son insertion dans le texte est à faire par les notes de bas de page.
- La présentation des références doit suivre les conventions bibliographiques. Il est recommandé d'utiliser les modèles {{Ouvrage}}, {{Chapitre}}, {{Article}}, {{Lien web}} et/ou {{Bibliographie}}. Le mode d'édition visuel peut mettre en forme automatiquement les références.
- Insérer une infobox (cadre d'informations à droite) n'est pas obligatoire pour parachever la mise en page.

Pour une aide détaillée, merci de consulter Aide:Wikification.
Si vous pensez que ces points ont été résolus, vous pouvez retirer ce bandeau et améliorer la mise en forme d'un autre article.

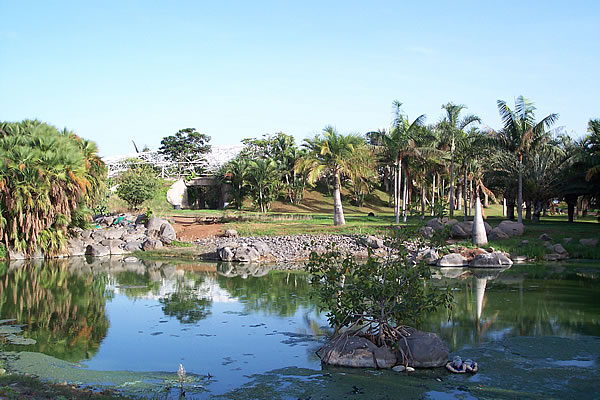
Palmetum, Santa Cruz de Ténérife

Le Palmetum de Santa Cruz de Tenerife est un jardin botanique de 12 hectares spécialisé dans les palmiers (Arecaceae). Aménagé sur une colline artificielle dominant l'océan Atlantique, il est situé à Santa Cruz de Tenerife, sur l'île de Tenerife dans l'archipel des Canaries (Espagne).
Les jardins comprennent un vaste système de cascades, de ruisseaux et d'étangs, un musée consacré aux palmiers et une ombrière. Le projet a débuté en 1995, les travaux l'année suivante et le jardin n'a été ouvert au public qu'en 2014. 
La collection de palmiers rassemble environ 600 espèces de palmiers et se concentre sur ceux qui sont originaires des îles du monde. Près de 3 000 autres arbres et arbustes appartenant à d'autres familles végétales sont également exposés et organisés en "sections biogéographiques". L'ensemble du jardin est entretenu sans pesticide ni engrais.
Le palmetum fait partie du réseau international Botanic Gardens Conservation International. Il a reçu en 2016 le prix Unesco des Bonnes pratiques et en 2018 le Prix Alhambra du meilleur projet de jardin public en Espagne.

## Emplacement
Le palmetum est situé à Santa Cruz de Tenerife, capitale des îles Canaries occidentales, dans le district de Cabo Llanos, près du Parque Marítimo César Manrique. Il occupe une colline artificielle au bord de l'océan, constituée des détritus d'une ancienne décharge municipale fermée en 1984.

## Historique
L'ancienne décharge a été fermée en 1984. La création des jardins a débuté en 1995 grâce au financement de l'Union européenne et de la ville de Santa Cruz de Tenerife, sous la direction scientifique de l'agronome Manuel Caballero Ruano et du biologiste Carlo Morici. Le paysagiste Carlos Simón a dirigé la construction de divers lacs et cascades et la plantation des premiers jardins en 1996-1999. 
Le projet a été arrêté en 2000 faute de financement et maintenu en l'état avec un entretien minimal jusqu'en 2006. Au cours des années 2007 et 2008, d'importants travaux ont été réalisés afin de le pousser plus loin[Quoi ?]. L'ensemble du système d'arrosage a été remplacé et les versants sud inachevés ont été aménagés. Les collections vivantes ont été améliorées et ordonnées et de nouvelles sections géographiques ont été lancées. D'autres travaux ont suivi en 2010-2011, avec la construction du bâtiment d'entrée et l'aménagement des voiries et des ronds-points. Alors que le parc était encore fermé, les premières visites guidées publiques ont été proposées tout au long de 2013, et il a finalement été inauguré en 2014 en présence du prince des Asturies et de son épouse. Il est devenu jardin botanique officiel en 2015.

## Bâtiments et installations
- Le bâtiment d'entrée comprend une réception avec une petite boutique et une salle d'exposition avec un musée du palmier. Les bureaux sont situés à l'étage supérieur. Une tour avec un escalier à vis et un ascenseur relie l'entrée par un pont aux jardins.
- L'octogone, El Octógono, est une ombrière semi-enterrée de 2 300 m², conçue pour accueillir les espèces les plus délicates. Il contient une présentation dense de plantes tropicales, traversée par des chemins sinueux, des ruisseaux, des ponts et des cascades.

## Collections vivantes

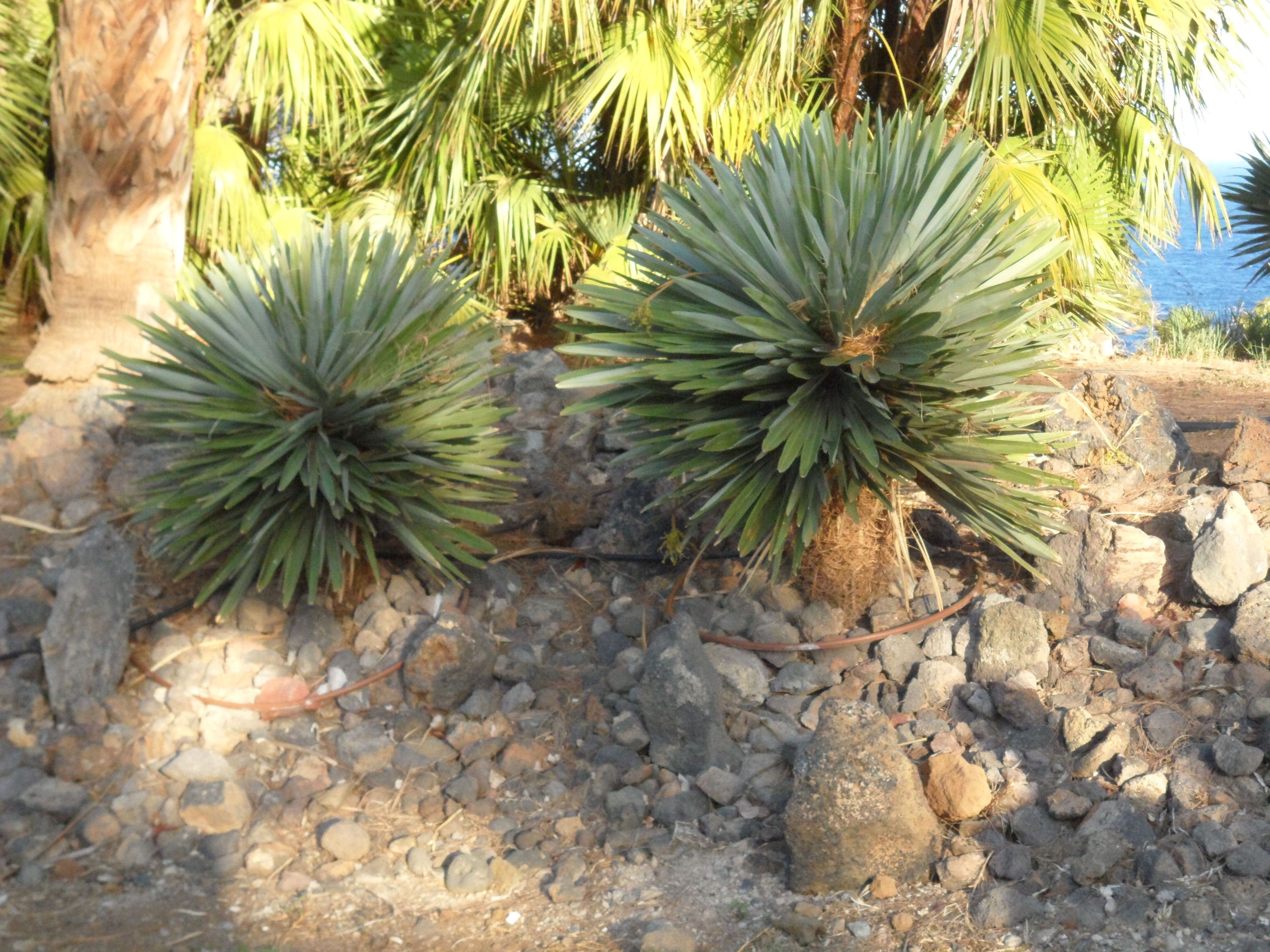
Hemithrinax ekmaniana dans la section des Caraïbes.

En 2016, la collection de plantes comprend au moins 1853 taxons végétaux avec un accent sur les flores insulaires. 420 taxons végétaux sont inscrits sur la liste rouge de l'UICN : 73 sont en danger critique d'extinction et 2 sont éteints à l'état sauvage.
La collection de palmiers compte 573 taxons. 163 sont représentés par au moins un adulte. 192 taxons figurent sur la liste rouge de l'UICN et 38 d'entre eux sont en danger critique d'extinction ; 42 "palmiers UICN" ont atteint le stade adulte.
D'autres familles bien représentées sont les Amaryllidaceae, les Asparagacées, les Apocynaceae, les Bromeliaceae, les Fabaceae, les Malvaceae et les Moraceae.
La collection se concentre sur les palmiers des îles et les espèces caribéennes sont les plus représentées. La collection de Thrinax, Coccothrinax et Hemithrinax est l'une des plus complètes au monde, car elle est le résultat de nombreuses expéditions sur le terrain et de collaborations avec des jardins botaniques dans les Caraïbes, notamment avec La Havane, Cienfuegos et Las Tunas à Cuba, le Montgomery Botanical Center à Miami et le Jardín Botánico Nacional de Santo Domingo.
Certains taxons sont cultivés en nombre suffisant pour permettre la production ex situ de semences d'espèces de l'UICN. Un cas exceptionnel est Coccothrinax borhidiana, qui est une espèce lente et en danger critique d'extinction, représentée dans le palmetum par 17 spécimens germés en 1996, qui fructifient maintenant dans la section des Caraïbes.

## Sections biogéographiques

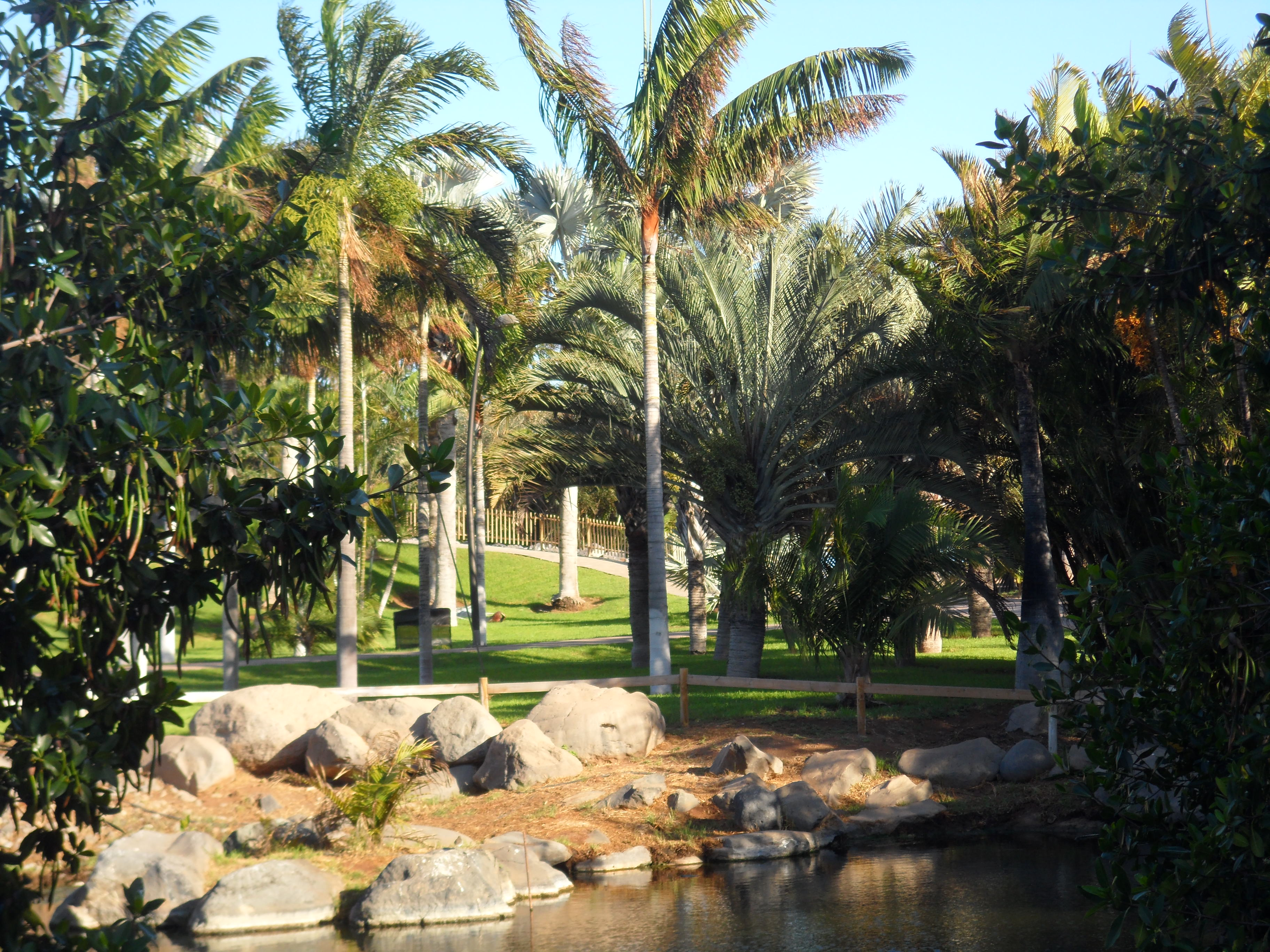
Dypsis leptocheilos

La colline est divisée en "sections biogéographiques" permettant d'accueillir la flore de palmiers de différentes régions du monde. Ils sont de taille variable entre 1 000 et 20 000 m². Certaines sections sont aménagées avec des collines, des ruisseaux, des étangs ou des cascades. Les sections sont énumérées ci-dessous avec certaines des espèces représentées les plus importantes.
- Gouffre thermophile des îles Canaries : Anaga. C'est le grand versant nord de la colline, planté de la flore locale originaire de la chaîne montagneuse voisine d'Anaga. Il existe tous les types d'espèces indigènes, y compris des endémiques étroites et des arbres indigènes, ainsi que de nombreux palmiers dattiers des îles Canaries (Phoenix canariensis).
- Madagascar. Cette grande section comprend un large étang avec des mangroves et Typhonodorum lindleyanum. Un grand groupe de Bismarckia nobilis domine les autres. Les palmiers remarquables sont le grand groupe de Ravenea xerophila cultivé dans une rocaille et trois Tahina spectabilis. Il existe différentes espèces de Ravenea, Beccariophoenix et Dypsis. Un baobab adulte semé en 1996 (Adansonia za) pousse au bord du lac, et d'autres arbres endémiques ont été plantés dans la région, comme l'espèce Delonix.
- Îles des Caraïbes. Plus vaste de toutes les sections, elle comprend la place principale du parc entourée de palmiers royaux et une grande cascade construite avec des roches locales, déversant de l'eau dans un étang entouré de sable blond et de cocotiers. Il s'agit de l'une des plus grandes collections au monde de palmiers des Caraïbes avec un accent particulier sur le genre Coccothrinax. Deux espèces d'Hemithrinax prospèrent ici : H. ekmaniana et H. compacta.
- Amérique du Sud. Une route rectiligne longe le ruisseau, plantée de quelques grands Attalea et Syagrus de différentes espèces et de palmiers sud-américains les plus représentatifs dont les populaires Pejibaye, Bactris gasipaes et Açai, Euterpe oleracea.
- Amérique centrale. Une petite section au bord du lac, où les plus grands arbres sont Sabal mauritiiformis et Swietenia macrophylla
- Nouvelle Calédonie. Cette section surplombe l'océan, avec un bosquet de 50 Araucaria columnaris semé en 2001. On y trouve un bosquet de palmiers à feuilles rouges (Chambeyronia macrocarpa) et une importante collection de palmiers et d'arbres endémiques de Nouvelle-Calédonie, dont des Pandanus et des conifères de différentes espèces. Il y a aussi une collection de cultures vivrières des îles du Pacifique.
- Mélanésie. Une petite section avec des palmiers principalement originaires de Fidji et de Vanuatu. Les grands palmiers adultes sont Carpoxylon, Veitchia vitiensis et Pritchardia pacifica. D'autres palmiers intéressants sont Metroxylon vitiense et Pelagodoxa henryana, poussant à côté de deux arbres à pain, de nonis et d'autres arbres et arbustes.
- Hawaï. Différentes espèces du seul genre de palmiers hawaïens Pritchardia poussent avec d'autres espèces endémiques hawaïennes, comme l'Acacia koa, l'Erythrina sandwicensis, le coton hawaïen et différents hibiscus hawaïens.
- Australie. La plupart des genres de palmiers australiens sont représentés dans cette section et deux énormes Corypha utan sont les plus grands palmiers du palmetum.

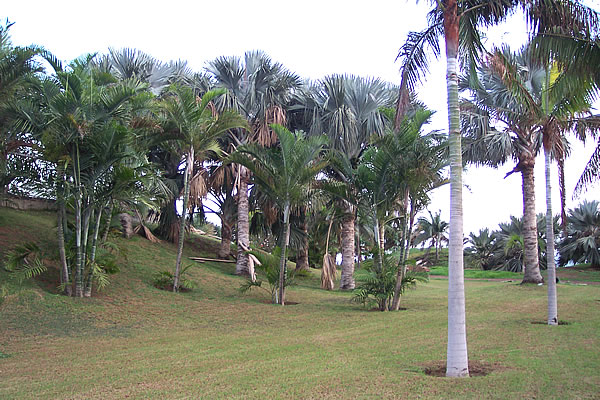
Section de Madagascar

- Asie. Les plantes caractéristiques sont un spécimen majestueux de Ficus religiosa, un chemin surplombant l' océan avec des cocotiers et les immenses feuilles de Corypha umbraculifera. De nombreux genres de palmiers asiatiques sont représentés et une collection de bananiers peu communs est disséminée dans cette section.
- Afrique. De nombreux palmiers à huile (Elaeis guineensis) et les palmiers africains les plus emblématiques y figurent : Raphia, Borassus, et Hyphaene, mais aussi d'autres genres, dont Medemia.
- Îles Mascareignes. Une petite bande de jardin rassemble des spécimens matures des genres Acanthophoenix, Hyophorbe, Latania et Dictyosperma.
- Les sections biogéographiques de la Nouvelle-Guinée et de Bornéo et des Philippines ont été lancées en 2007-2008 et ne sont pas encore ouvertes au public.